# Céaux
Céaux ist eine französische Gemeinde mit 413 Einwohnern (Stand: 1. Januar 2022) im Département Manche in der Region Normandie. Sie gehört zum Kanton Pontorson und zum Arrondissement Avranches. 
Nachbargemeinden sind Le Val-Saint-Père jenseits des Ästuars des Flusses Sélune im Norden, Pontaubault im Osten, Précey im Südosten, Servon im Südwesten und Courtils im Westen.

## Bevölkerungsentwicklung
| Jahr      | 1962 | 1968 | 1975 | 1982 | 1990 | 1999 | 2008 | 2018 |
| --------- | ---- | ---- | ---- | ---- | ---- | ---- | ---- | ---- |
| Einwohner | 446  | 450  | 460  | 441  | 397  | 379  | 437  | 415  |

## Sehenswürdigkeiten
- Kirche Saint-Cyr-et-Sainte-Julitte mit Glasmalereien, die als Monument historique ausgewiesen sind
- Flurkreuz
- Kriegerdenkmal

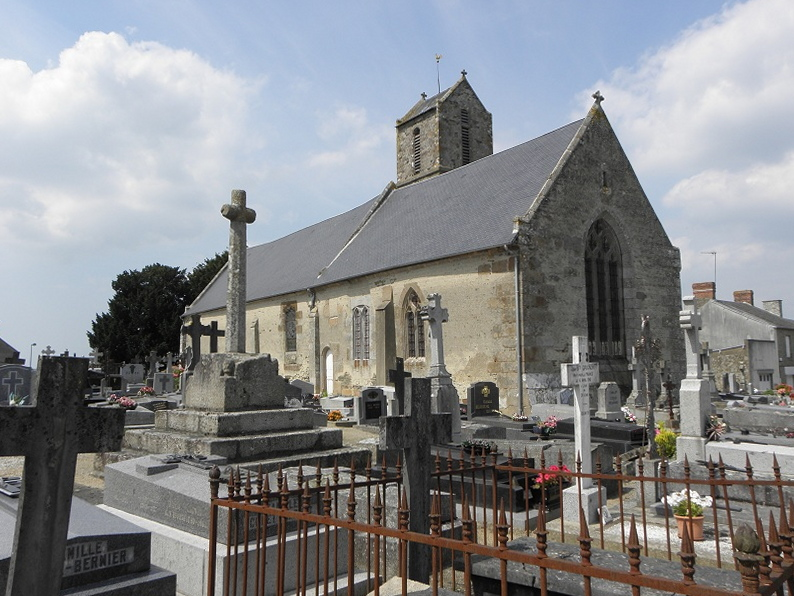
Kirche Saint-Cyr-et-Sainte-Julitte
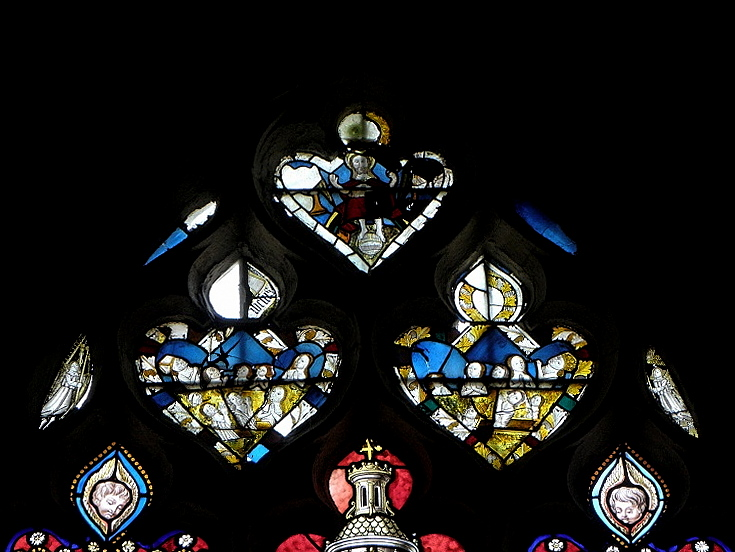
Eines der Kirchenfenster